# حمله به هتل نایروبی
حمله به هتل نایروبی ۲۰۱۹ (انگلیسی: 2019 Nairobi hotel attack) حمله تروریستی است که در ۱۵ ژانویه ۲۰۱۹ در وست‌لند نایروبی، کنیا توسط گروه الشباب به وقوع پیوست و دست کم ۲۰ تن کشته شدند.